# Csányi János (jogtudós)
Csányi János (Vác, 1854. október 8. – Vác, 1899. október 8.) jogtudor, takarékpénztári igazgató, tisztiügyész.

## Élete
Földműves szülők gyermeke. A gimnáziumi hat osztályt szülővárosában a kegyesrendieknél végezte; a hetediket magánúton két hónap alatt végezve Budapesten tett vizsgát és ugyanitt a kegyesrendieknél járta a nyolcadik osztályt. 1873 októberében az egyetem jogi szakára iratkozott be és a két alapvizsgálaton kívül 1876. október 28-án az államvizsgálati, 1877. május 11-én a jogtudományi államszigorlatot letette és október 19-én Petko Medárd budapesti ügyvédhez joggyakorlatra lépett. Első évi joghallgató korában mint egyéves önkéntes Budapesten a 38. Molináry gyalogezredben szolgált; később áthelyezték a 32. sz. gyalogezred tartalékába, részt vett Bosznia okkupációjában, ahonnét csak 1879. január 11-én bocsátották szabadon. Hazaérkezvén folytatta joggyakorlatát és 1882. június 3-án jogtudorrá avatták. 1883. március 18-án Vác város megválasztotta tanácsosává; június 30-án ügyvédi vizsgát tett és 1885 januárjában Vácon ügyvédi irodát nyitott. 1888 szeptemberében városi helyettes tiszti ügyésszé választatott és 1889-ben véglegesítették állásában. 1888-ban a váci tűzoltók kinevezték főparancsnokukká, s 1891 nyarán az országos tűzoltó szövetkezet Sopronban a központi választmány tagjává választotta. 1891. február 2-án a váci takarékpénztár igazgató-tanácsosa és március 5-én vezérigazgatója lett.
Irodalmi munkásságát az Ompolyi szerkesztése alatt megjelent Váczvidéki Lapban kezdette (1874-75.); utóbb mint ügyvédjelölt a Magyar Jogászba írt nehány kritikai közleményt a perrendtartási novella és a végrehajtási törvény életbeléptetése alkalmából; a Váczi Közlönynek 1881-től 1887 júniusig állandó munkatársa volt. Leginkább közgazdasági, közigazgatási cikkeket és több életrajzot írt, többi közt Kovács Pál váczi kanonokét; írt útleírásokat és karcolatokat, megírta katonai élményeit. Alapította, szerkesztette s néha egymaga megirta a Váczi Hirlapot 1887. júl. 3-tól 1891. márc. 29-ig.